# 6121 Плачинда
6121 Плачи́нда (6121 Plachinda) — астероїд головного поясу, відкритий 2 вересня 1987 року.
Тіссеранів параметр щодо Юпітера — 3,593.